# ぐるっと!
ぐるっと!は、2024年4月2日から東海・北陸地方のNHK総合テレビで平日11:30 - 12:00に放送されている地域情報番組である。

## 概要
2013年4月から東海・北陸地方のNHK総合テレビで放送されていた『さらさらサラダ』が2024年3月で終了することに伴い、4月からの新たな地域情報番組として制作されるのが当番組である。
当初は4月1日に初回放送が予定されていたが、第213回国会中継のため翌日の4月2日に延期された。
2024年4月2日から同年6月28日までの間は「総合テレビ（石川県内）同時放送」として、BS103チャンネル（旧・BSプレミアム）でもサイマル放送されていた。

## 放送時間
- 月曜 - 金曜 11:30 - 12:00
  - 祝日・年末年始・国会中継時・高校野球期間中・メジャーリーグやオリンピックなどのスポーツ中継は休止。また、重大ニュース・自然災害が発生して東海地方または中部ブロック向け特設ニュースもしくは東京からの全国向け特設ニュースが組まれた際、本番組が時間短縮・休止となる場合がある。
  - また毎月1日（1月のみ、1日ではなく4日）は、緊急警報放送の試験信号を送出するため、1分早く11:59で放送終了する。
  - 2024年度は一部地域（岐阜県・三重県・静岡県）で11:50 - 12:00に各地域情報番組を放送していたが、いずれも2025年3月14日をもって放送終了。2025年度からは11:50以降も本番組を放送することになる。

## 出演者
- 右手愛美
- 土井邦裕（気象予報士）

## 放送地域
- 東海3県
  - 愛知県
  - 岐阜県（NHK岐阜放送局）
  - 三重県（NHK津放送局）
- 静岡県（NHK静岡放送局）
- 富山県（NHK富山放送局）
- 石川県（NHK金沢放送局）
- 福井県（NHK福井放送局）

## 各地域向けの番組
いずれも2025年3月14日をもって放送終了し、全廃となる。
- 岐阜県
  - みのひだ情報局（月曜 - 金曜 11:50 - 12:00、2005年4月 - 2025年3月14日[4]）
- 三重県
  - ちょこっと!みえ（月曜 - 金曜 11:50 - 12:00、2019年4月 - 2025年3月14日）
- 静岡県
  - ひるしず（月曜 - 金曜 11:50 - 12:00、2014年4月 - 2025年3月14日[5]）